# Месхи, Михаил Михайлович
Михаил Михайлович Месхи (груз. მიხეილ მესხი; 16 ноября 1962 года, Тбилиси, Грузинская ССР, СССР — 6 февраля 2003 года, Тбилиси, Грузия) — советский и грузинский футболист. Нападающий. Мастер спорта СССР (1982).

## Биография
Сын известного футболиста тбилисского «Динамо» Михаила Месхи (1937—1991).
Воспитанник СШ «Аваза» Тбилиси.
Выступал в советских командах «Динамо» (Тбилиси), «Спартак» (Москва), «Гурия» (Ланчхути), «Динамо» (Батуми).
Играл за юношескую и молодёжную сборные СССР.
Скончался от сердечного приступа.

## Достижения
- Чемпион СССР: 1987
- Обладатель Кубка Федерации футбола СССР: 1987
- Мастер спорта СССР (1982 г.)